# 1975 en droit
Cet article présente les faits marquants de l'année 1975 en droit.

## Évènements
- 17 janvier, France : adoption de la loi autorisant l'interruption volontaire de grossesse, proposée par la ministre Simone Veil.
- 24 mai : arrêt Jacques Vabre
- 30 juin : arrêt Faretta v. California
- 23 juillet : décision Alliès du Conseil constitutionnel français relatif au principe d'égalité entre les justiciables.
- 15 octobre : Convention européenne sur le statut juridique des enfants nés hors mariage.
- 31 décembre : loi relative à l'emploi de la langue française.